# 松島観光物産館
松島観光物産館（まつしまかんこうぶっさんかん）は、宮城県宮城郡松島町にある観光施設。

## 概要
株式会社松島観光物産館が宮城県宮城郡松島町松島字普賢堂13番地の1で経営する。 2008年（平成20年）11月25日に会社設立。
施設としては、松島観光物産館とお食事処浪漫亭からなり、観光土産品や雑貨品の販売、鮮魚など魚介類及び水産加工食品の販売、食堂及びレストランの営業、駐車場など。仙石線松島海岸駅から徒歩約9分、国道45号沿いにある。松島島巡り観光船 乗り場までは、徒歩約4分の距離にある。

## 沿革
- 2008年（平成20年）11月25日 - 会社設立

## 周辺
- 瑞巌寺
- 五大堂
- 松島
- 松島島巡り観光船 乗り場
- 松島温泉
- JR東日本仙石線松島海岸駅、松島駅

## 利用案内
- 所在地： 宮城県宮城郡松島町松島普賢堂13-1[1]
- 営業時間: 年中無休（9時から17時）
- 施設
  - 観光物産館
  - レストラン
  - 乗務員・添乗員の休憩室
  - 有料駐車場（大型バス10台、普通自動車60台)